# Genderová nevyváženost na Wikipedii

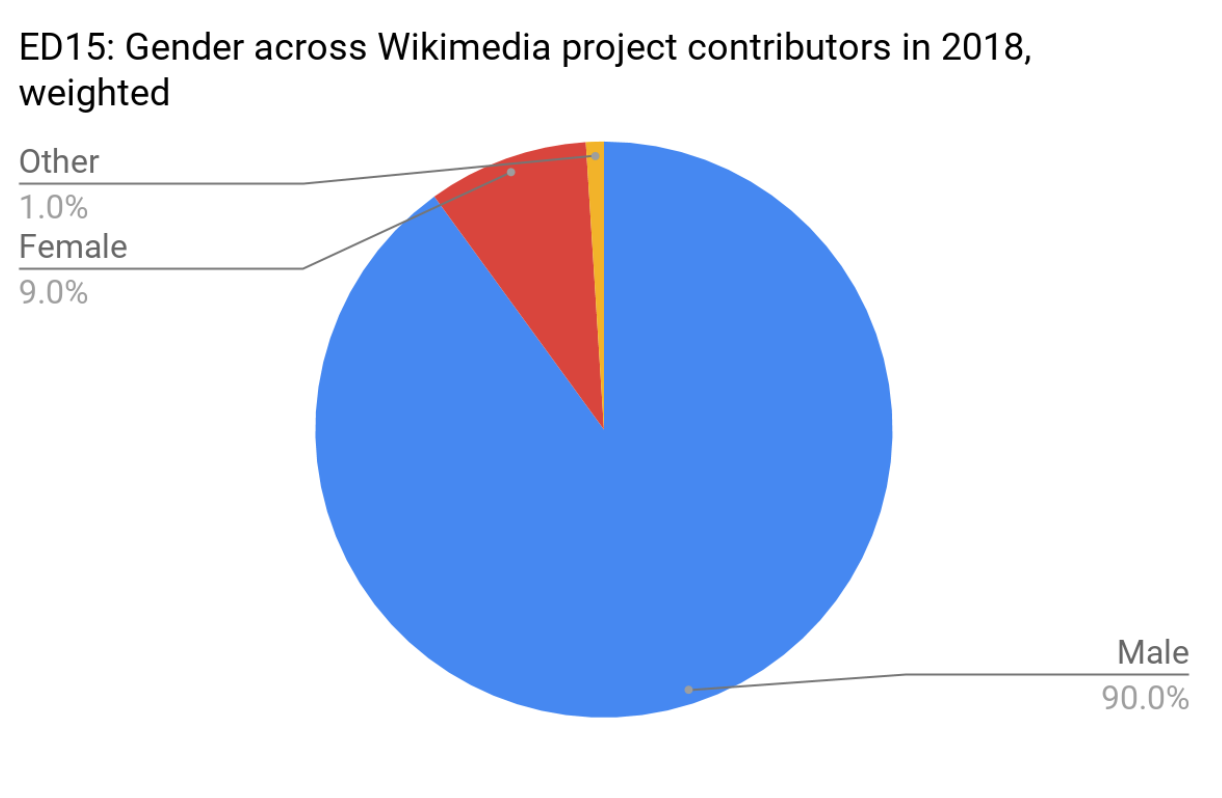
Vizualizace genderové nevyváženosti: podle zprávy z roku 2018 se přispívající projektů Wikimedia identifikovali z 90 % jako muži, z 9 % jako ženy, 1 % tvořili ostatní lidé.

Genderová nevyváženost na Wikipedii je důsledkem skutečnosti, že převážná většina lidí dobrovolně editujících Wikipedii, v anglickém jazyce, jsou muži. Existuje také méně rozsáhlých článků o ženách nebo tématech důležitých pro ženy. Tato nevyváženost patří mezi nejčastější kritiky Wikipedie, někdy jako součást obecnější kritiky systémových nerovností na Wikipedii. Nadace Wikimedia, která provozuje Wikipedii, s těmito kritikami souhlasí a neustále se pokouší zvýšit počet editací provedených ženami. Jsou pořádány editatony na podporu žen editorek a pro zvýšení rozsahu ženských témat.

## Závěry výzkumu a problémy
Průzkumy naznačily, že 8,5 % až 16 % lidí editujících Wikipedii jsou ženy. V důsledku toho byla Wikipedie kritizována některými akademiky a novináři za to, že přispívající jsou především muži. Předmětem kritiky je rovněž nedostatek rozsáhlých článků o ženách nebo tématech důležitých pro ženy. V roce 2009 provedla Nadace Wikimedia průzkum, který odhalil, že 6 % editujících osob, které provedly více než 500 editací, byly ženy, přičemž průměrný editor muž měl dvakrát tolik editací.